# أكاديمية العلوم الصحية (سوريا)
أكاديمية العلوم الصحية في سوريا هي أكاديمية تدريبية غير ربحية تقع في سوريا، أنشئت في العام 2011م ولها أفرع وعدة مدارس تدريبية في إدلب تمنحُ الشهادات الفنية للكوادر الصحية والبرامج التدريبية الأكاديمية الدولية ودرجات علمية متعددة في التمريض، المعالجة الفيزيائية، وطب الطوارئ.

## التاريخ
نتيجة للحرب السورية، كانَ من الضروري وجود كيان أكاديمي معنى بالأمور الطبية والصحية يعني بتقديم تدريب أكاديمي دولي ونوعي وتقديم الكوادر المؤهلة لمساعدة المصابين خلال الحرب. وبهذا، بدأت الأكاديمية عمها واستقطبت العديد من أصحاب الكفاءات والخبرات والمؤهلات العلمية. حملت الأكاديمية خلال فترة تأسيسها الأولى اسم «أكاديمية طب الطوارئ». بحلول عام 2014 وبمساعدة من الرابطة الطبية للمغتربين السوريين تم إطلاقُ العديد من المشاريع التدريبية النوعية بمعايير أكاديمية دولية. في عام 2017، بدأت الأكاديمية برنامج تدريبي ضخم وافتتحت مدارس جديدة وبدأت خطة لتشكيل تجمع طبي على مستوى دولي يضم العديد من المدارس الطبية.

## الموقع
يقعُ المقر الرئيسي لأكاديمية العلوم الصحية في بلدة أطمة الواقعة في ريف إدلب قرب الحدود السورية التركية حيث لا يفصلها عن الحدود التركية سوى كيلومتر، أمّا سبب إنشاء الاكاديمية في هذا الموقع لحمايتها من أي اعتداء أو قصف يمكن أن تتعرض له.

## التوزيع الإداري لمراكز الأكاديمية
للأكاديمية ثلاث مدارس تتبع لها هي مدرسة طب الطوارئ ومدرسة التمريض ومدرسة المعالجة الفيزيائية وهناك خطة لافتتاح مدارس جديدة لتلبية الحاجة الملحة للعلوم الصحية.

## الأهداف الاستراتيجية
في ظل حالة عدم الاستقرار التي تشهدها سوريا، كان هناك حاجة ملحة لوجود مثل هذه المؤسسة الطبية ولعل أهم أهدافها:
1. تقديم التعليم الطبي الأكاديمي وفقاً لمعايير دولية.
2. تهيئة الكوادر المؤهلة للتخفيف من آلام الحرب التي تشهدها سوريا.
3. دعم استمرار العملية الأكاديمية في سوريا والعمل على إيجاد آلية محددة يتم من خلالها تقديم العلوم الطبية وفقاً للمعايير الدولية.[2]

## التصنيف العالمي
تصنيف أكاديمية العلوم الصحية في سوريا حسب ترتيب ويبوميتركس لجامعات العالم.

## نظام القبول والتسجيل
يتم قبول الطلاب للدراسة في أكاديمية العلوم الصحية بناءاً على الشهادة الثانوية السورية أو الشهادة الصادرة عن وزارة التربية والتعليم التابعة للحكومة السورية المؤقتة أو الشهادة الثانوية التركية أو أي شهادة تعادل الشهادة الثانوية السورية.

## مؤشرات التميز
تتميز أكاديمية العلوم الصحية في سوريا بوجود عدد من المميزات التي تجعلها منبراً للمعرفة في الشرق الأوسط ومنها
- مجانية التعليم: تقدم أكاديمية العلوم الصحية في سوريا خدمات التعليم والتدريب مجاناً، حيث لا يضطر الطالب لدفع أي رسوم أو مبالغ لقاء دراسته والهدف من ذلك هو دعم عملية التعليم والتخفيف من أعباء الحرب.
- النخبة الأكاديمية: حيث تضم الأكاديمية نخبة من الشخصيات العلمية والفكرية والأكاديمية على مستوى المنطقة كما تضم عدداً من الأكاديميين المتخصصين في المجال الطبي.
- المجلس الاستشاري العلمي: تضم أكاديمية العلوم الصحية نخبة من المتخصصين الطبيين حول العالم الذين يشكلون بدورهم مجلساً علمياً بحثياً يشرف على العمل الأكاديمي والفكري والبحثي للأكاديمية.

## مسار أكاديمية العلوم الصحية
حصلت أكاديمية العلوم الصحية على اعتراف من قبل معهد الاعتراف والترخيص وضمان الجودة الأوروبي "ACQUIN"، تعمل الأكاديمية على تقديم مستوى متقدم من التعليم الأكاديمي والبحثي والفكري كما تعمل جاهدة على عقد شراكات أكاديمية على مستوى العالم